# Essequibo
Ne doit pas être confondu avec Essequibo (colonie) ou Guayana Esequiba.
L'Essequibo est le plus long fleuve du Guyana ainsi que le plus grand cours d'eau entre l'Orénoque et l'Amazone.

## Géographie
Sa source se trouve dans les monts Acarai, près de la frontière avec le Brésil ; de là, il s'étend au nord sur environ 1 000 kilomètres, traversant de la forêt tropicale humide et des savanes avant de se jeter dans l'océan Atlantique. On peut trouver maintes chutes d'eau et rapides sur toute sa longueur. Son estuaire est parsemé de plusieurs petites îles. Il rejoint l'océan à 21 km de la capitale du Guyana, Georgetown.
Il a beaucoup d'affluents, dont les plus importants sont le Rupununi, le Potaro, le Mazaruni, le Siparuni, le Cuyuní et le Kiyuwini. Le fleuve est divisé par les grandes îles plates et fertiles de Leguan (46,62 km2), Wakenaam (44,03 km2) et Hog (57 km2) environ 20 km avant son embouchure. L'île du Fort est située à l'est de l'île Hog et hébergea autrefois le siège de l’autorité coloniale néerlandaise au Guyana.

## Histoire
Le premier établissement européen pérenne au Guyana fut fondé par des zélandais dans le bas Essequibo en 1616 (colonie d'Essequibo). Les colons eurent des relations amicales avec les Amérindiens habitant la région et établirent des plantations de coton d'indigo et de cacao.
En 1995, l'entreprise minière canadienne Cambior (en) déversa accidentellement quatre milliards de litres de déchets contaminés de cyanure, causant de graves dommages irréversibles à l'écosystème.
Le nom du fleuve provient probablement du mot Arawak pour « pierres du foyer », faisant référence à la tradition arawake de prendre des galets des rives pour les utiliser dans leurs foyers.
Pour le Venezuela, l'Essequibo forme la véritable frontière entre lui et le Guyana : il revendique donc tout le territoire à l'ouest de ce fleuve (soit 67 % du territoire du Guyana) connu sous le nom de Guayana Esequiba.

## Hydrologie
La surface du bassin versant de l'Essequibo est de 66 600 km2 à Plantain Island. Son module y est de 2 104 m3/s et son débit spécifique de 31,6 L/s par km2. L'Essequibo présente une période de hautes eaux en été de juin à août et une période de basses eaux en automne-hiver d'octobre à avril. Les valeurs extrêmes mesurées pour le débit mensuel sur la période 1965-1990 sont égales à 178 m3/s et 7 630 m3/s.